# Хаджир-Абад
Хаджир-Абад (кирг. Хажир-Абад) — село в Базар-Коргонском районе Джалал-Абадской области Кыргызстана. Входит в состав Сайдыкумского айылного аймака.

## География
Село расположено в юго-восточной части области, к югу от реки Кара-Ункюр, на расстоянии приблизительно 11 километров (по прямой) к юго-западу от города Базар-Коргон, административного центра района. Абсолютная высота — 586 метров над уровнем моря.

## Население
Согласно оценочным данным Национального статистического комитета Кыргызской Республики, численность населения села на начало 2023 года составляла 3310 человек.
| год     | 2009 | 2014 | 2015 | 2020 | 2021 | 2023 |
| ------- | ---- | ---- | ---- | ---- | ---- | ---- |
| человек | 2370 | 2652 | 2715 | 3326 | 3317 | 3310 |